# Carcassonès
|  | Per a altres significats, vegeu «Comtat de Carcassona». |

El Carcassonès, també conegut com a Carcassès (en occità: Carcassés) és un Parçan o comarca d'Occitània situada al Llenguadoc. La seva capital és Carcassona. Amb aquest nom també es coneixia el comtat de Carcassona.
Segons la proposta de divisió territorial d'Occitània del diari Jornalet, basada en l'obra de Frederic Zégierman Le Guide des pays de France, el Carcassonès estaria ubicat a la regió del Llenguadoc, subregió del Baix Llenguadoc.
Oficialment, les comunes del Carcassonès estan situades al centre del departament francès de l'Aude, a la regió administrativa d'Occitània.